# Ailly-sur-Noye
Ailly-sur-Noye è un comune francese di 2 794 abitanti situato nel dipartimento della Somme nella regione dell'Alta Francia.
Come si evince dal nome il suo territorio è bagnato dalle acque del fiume Noye.

## Società

### Evoluzione demografica
Abitanti censiti